# Erősen bővelkedő számok
A számelméletben egy erősen bővelkedő szám olyan pozitív egész szám, aminek osztóinak összege nagyobb, mint bármely nála kisebb pozitív egész szám osztóinak összege.
Az erősen bővelkedő számokkal (és a természetes számok több hasonló csoportjával) elsőként S.S. Pillai foglalkozott 1943-ban. Alaoglu és Erdős összegyűjtötték 104-ig az erősen bővelkedő számokat, és megmutatták, hogy az N számnál kisebb erősen bővelkedő számok száma log2 N körül van.

## Formális definíció és példák
Formálisan, n természetes szám akkor és csak akkor erősen bővelkedő, ha minden természetes szám m < n-re,
{\displaystyle \sigma (n)>\sigma (m)}
ahol σ az osztóösszeg-függvényt jelöli. Az első néhány erősen bővelkedő szám a következő:
1, 2, 3, 4, 6, 8, 12, 16, 18, 20, 24, 30, 36, 42, 48, 60, ... (A002093 sorozat az OEIS-ben).
Az 5 például nem erősen bővelkedő szám, mivel σ(5) = 5+1 = 6 kisebb, mint a σ(4) = 4 + 2 + 1 = 7, ellenben 8 erősen bővelkedő szám, mivel σ(8) = 8 + 4 + 2 + 1 = 15, ami nagyobb az összes kisebb természetes számhoz tartozó σ értéknél.
Az erősen bővelkedő számok közül kizárólag az 1 és a 3 páratlan.

## Más számhalmazokkal való kapcsolata
Bár az első nyolc faktoriális erősen bővelkedő, ez nem minden faktoriálisra igaz. Például
σ(9!) = σ(362880) = 1481040,
de létezik nála kisebb szám nagyobb osztóösszeggel,
σ(360360) = 1572480,
ezért 9! nem erősen bővelkedő szám.
Alaoglu és Erdős megfigyelte, hogy valamennyi szuperbővelkedő szám egyben erősen bővelkedő is, és feltették a kérdést, hogy vajon létezik-e végtelen sok erősen bővelkedő szám, ami nem szuperbővelkedő is egyben. A kérdést 1969-ben pozitívan döntötte el Jean-Louis Nicolas.
A megtévesztő név ellenére az erősen bővelkedő számok nem feltétlenül bővelkedő számok. Az első hét erősen bővelkedő szám közül egyik se bővelkedő.
7200 a legnagyobb hatványteljes szám, ami erősen bővelkedő is; a nála nagyobb erősen bővelkedő számok mind rendelkeznek olyan prímtényezővel, ami csak egyszer osztja őket. Ezért a 7200 egyben a legnagyobb erősen bővelkedő szám, aminek páratlan az osztóösszege.

## Fordítás
- Ez a szócikk részben vagy egészben a Highly abundant number című angol Wikipédia-szócikk ezen változatának fordításán alapul.  Az eredeti cikk szerkesztőit annak laptörténete sorolja fel. Ez a jelzés csupán a megfogalmazás eredetét és a szerzői jogokat jelzi, nem szolgál a cikkben szereplő információk forrásmegjelöléseként.